# Герб Хмільницького району
Герб Хмільницького району — затверджений 24 грудня 2009 р. рішенням сесії районної ради.

## Опис
Щит перетятий золотою горизонтальною балкою. На верхньому лазуровому полі срібна фортеця середньовічного міста, на нижньому зеленому стилізоване зображення двох вигнутих у вінок золотих колосків зі срібним фонтаном у центрі. Щит обрамлено декоративним картушем, увінчаним золотим тризубом.

## Історія

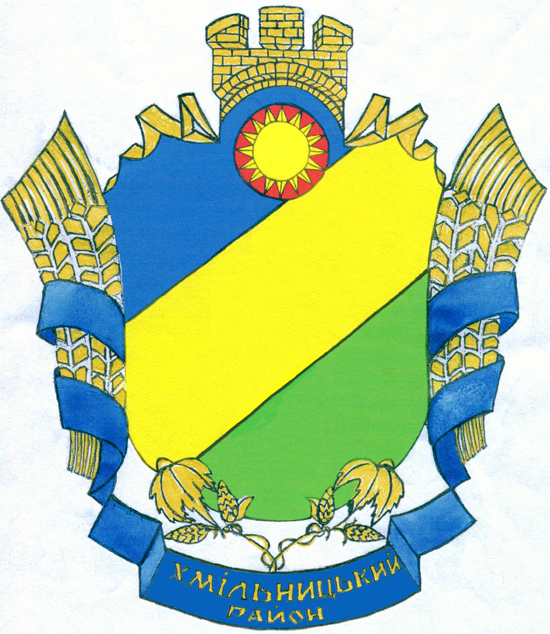
Герб до 2009 р.